# Theodore Martin
Theodore Martin, född den 16 september 1816 i Edinburgh, död den 18 augusti 1909, var en skotsk brittisk poet, skriftställare och översättare, till yrket advokat. 
Martin, till yrket advokat i London, uppträdde till en början under signaturen Bon Gaultier och skrev i satirisk anda Bon Gaultier Ballads (utgivna samlade 1861; i samarbete med W.E. Aytoun). 
Han översatte med framgång stycken av danskarna Henrik Hertz (”Kong Renés datter”, 1850) och Öhlenschläger (”Correggio”, 1854, och ”Aladdin”, 1857) till engelska, liksom Horatius (1860, 1870 och 1882), Catullus (1861), Dantes ”I livets vår” (samma år), dikter av Giacomo Leopardi, Goethes ”Faust” samt poem och ballader av Goethe, Heine med flera tyska skalder. 
På uppdrag av drottning Viktoria författade Martin en biografi över hennes gemål, The Life of his Royal Highness the Prince Consort (6 band, 1874–80). Som belöning erhöll han knightvärdighet. Martin skrev även en biografi över lord Lyndhurst (1883) och Queen Victoria as I knew her (1908). 
År 1851 trädde Martin i äktenskap med den bekanta skådespelerskan Helena Faucit, över vilken han 1901 utgav en biografi.